# Formoso (Goiás)
Formoso is een gemeente in de Braziliaanse deelstaat Goiás. De gemeente telt 8.000 inwoners (schatting 2009).